# Lygaeus turcicus
Lygaeus turcicus är en insektsart som beskrevs av Fabricius 1803. Lygaeus turcicus ingår i släktet Lygaeus och familjen fröskinnbaggar. Inga underarter finns listade i Catalogue of Life.